# Blepharistemma serratum
Blepharistemma serratum là một loài thực vật có hoa trong họ Rhizophoraceae. Loài này được (Dennst.) Suresh mô tả khoa học đầu tiên năm 1988.

## Hình ảnh

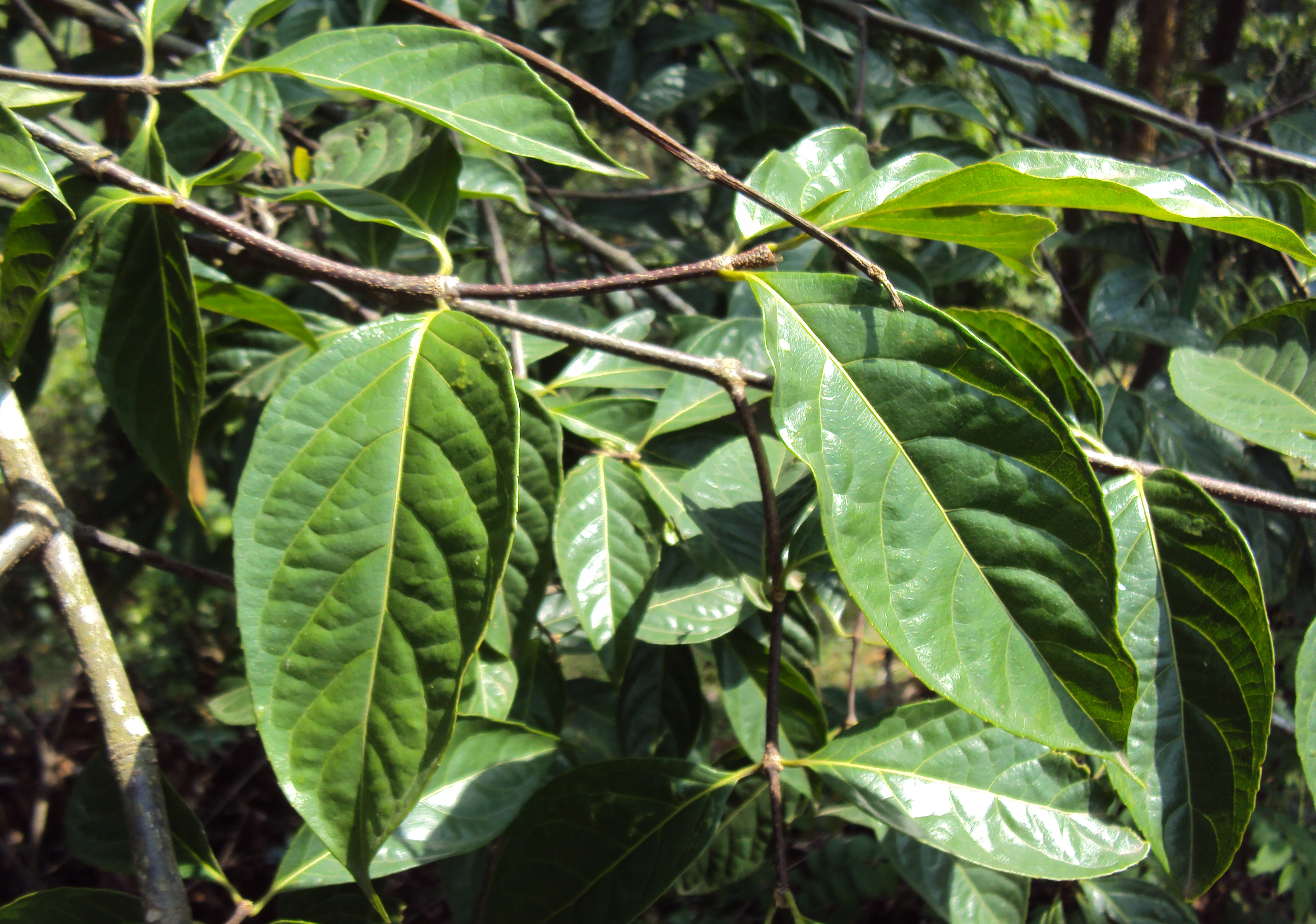
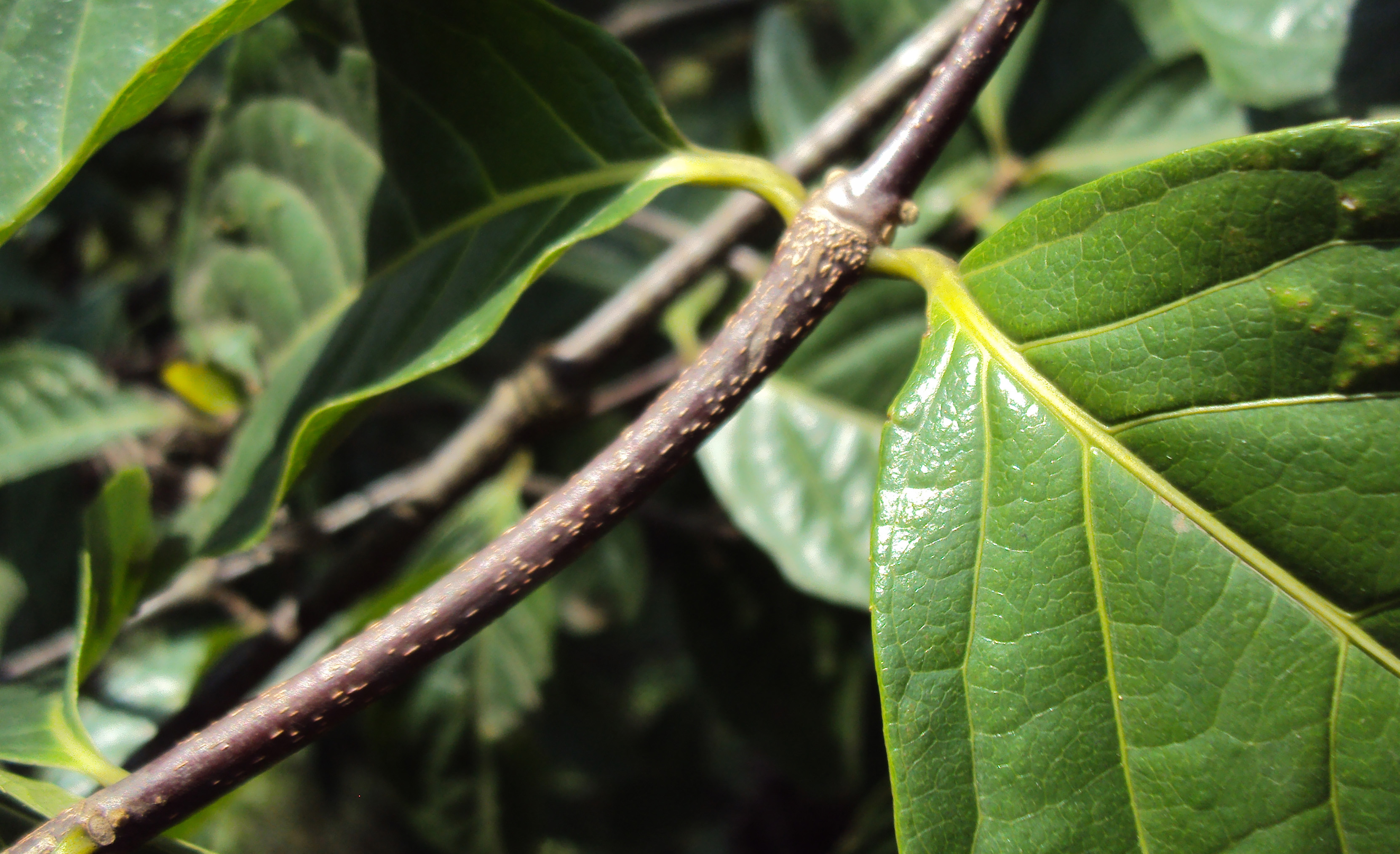
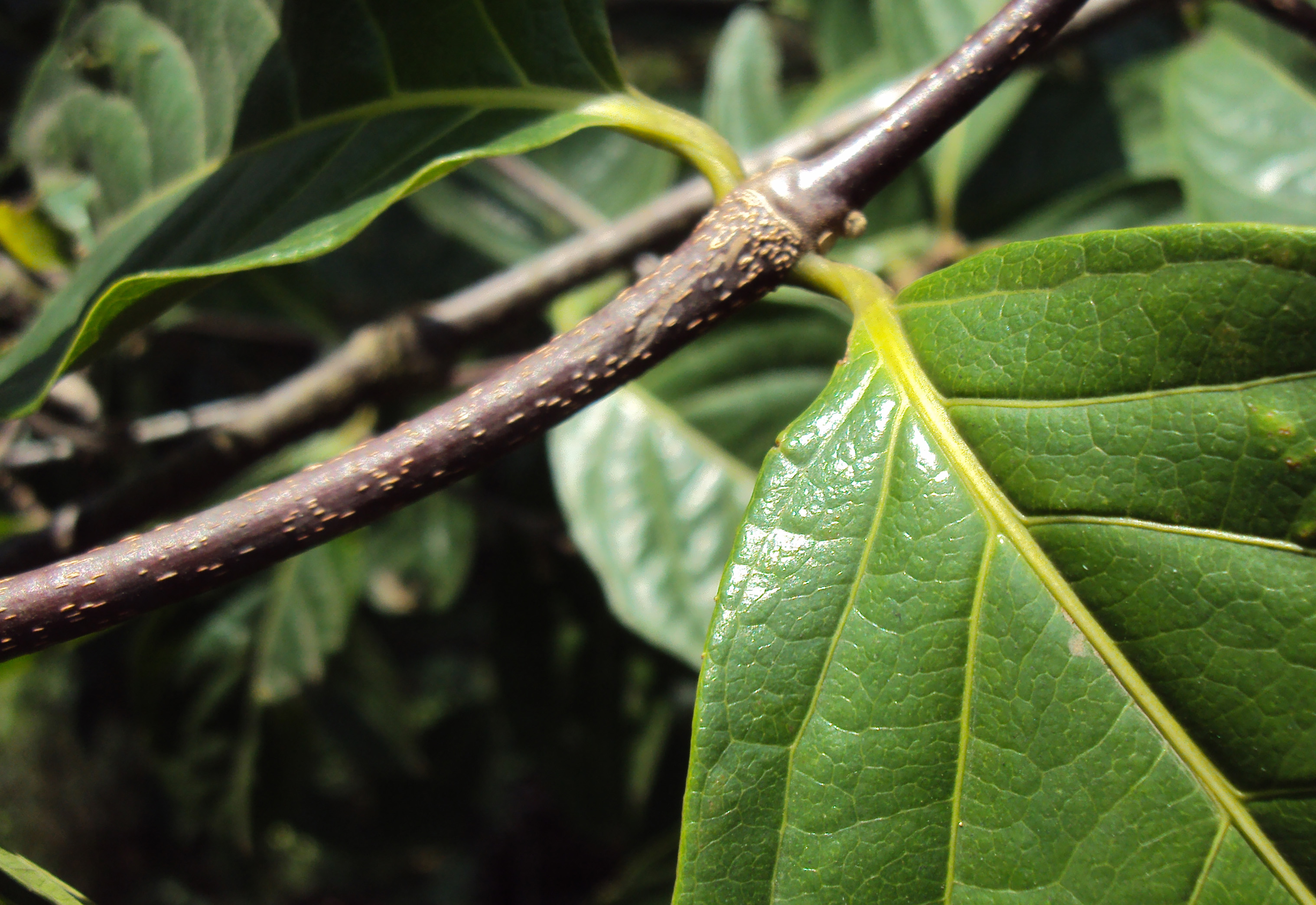
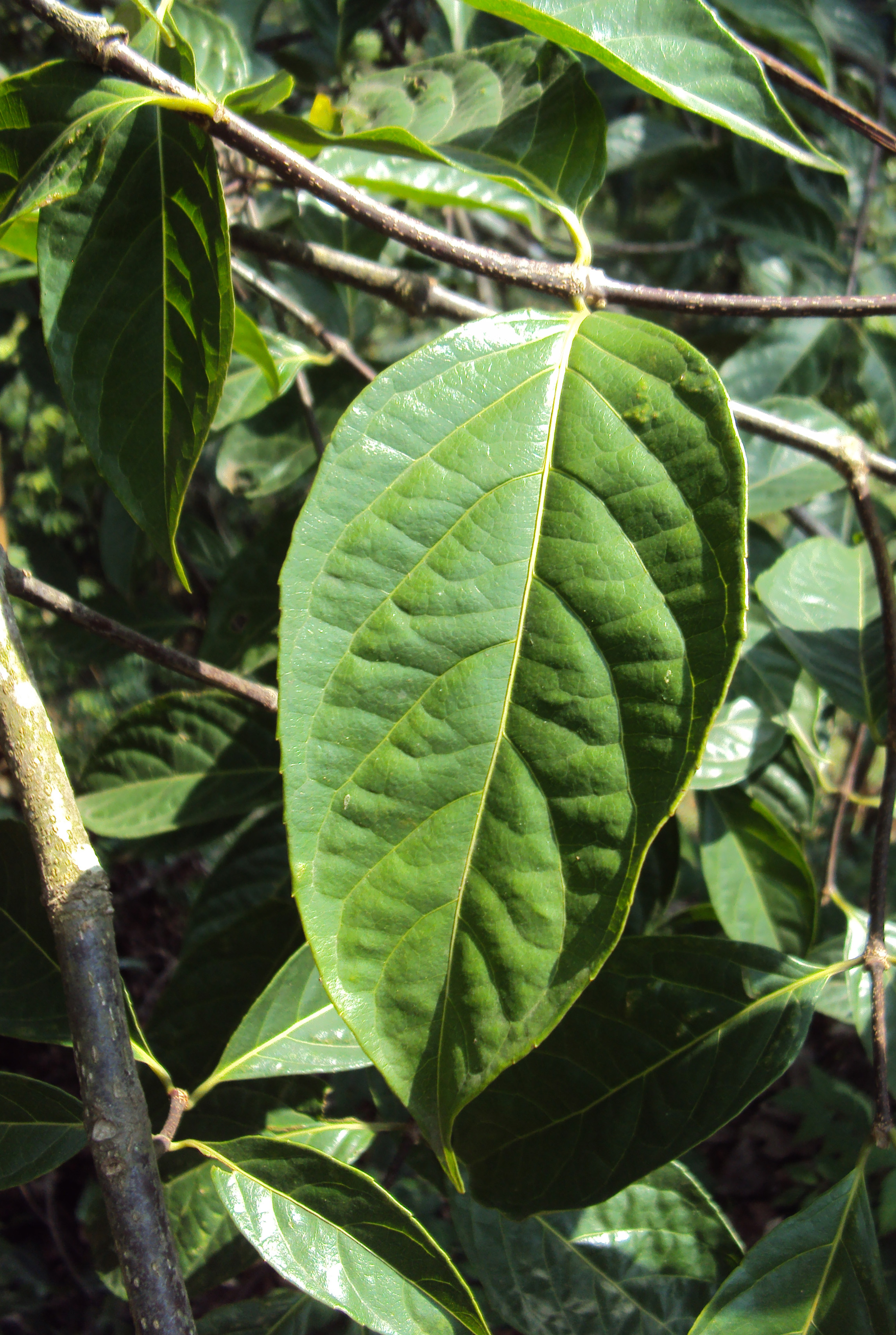
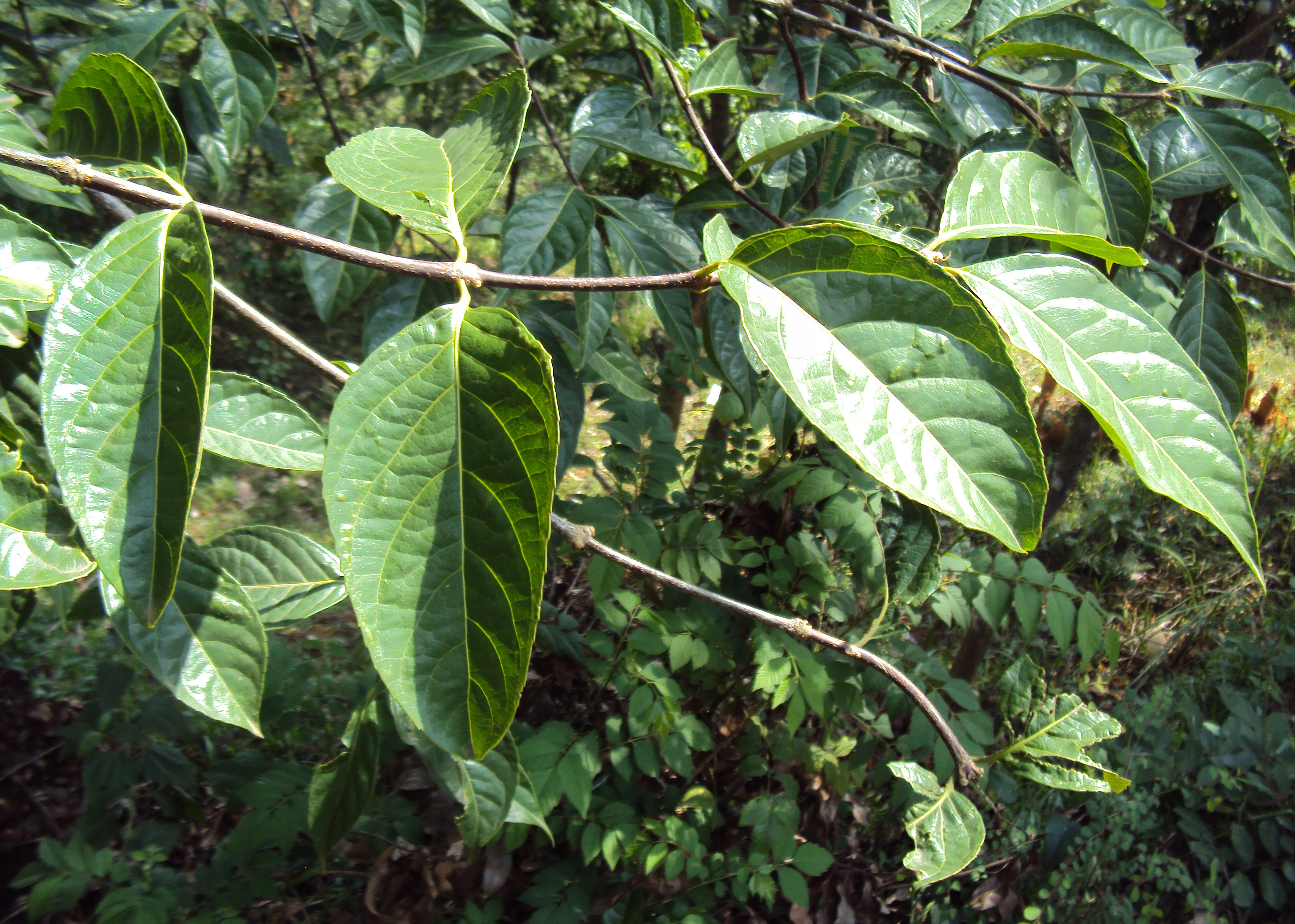